# Callizona tapajona
Callizona tapajona är en fjärilsart som beskrevs av Butler 1873. Callizona tapajona ingår i släktet Callizona och familjen praktfjärilar. Inga underarter finns listade i Catalogue of Life.